# WAPDA F.C.
WAPDA Football Club – pakistański klub piłkarski z siedzibą w Lahaurze, na co dzień występujący w rozgrywkach Pakistan Premier League. Ośmiokrotny zdobywca Mistrzostwa Pakistanu, w tym cztery tytuły po wprowadzeniu nowego formatu ligowego. 
Pierwsze mistrzostwo zdobyli w 1983 pokonując HBL. Dokonali tego ponownie w 1991, kiedy znów zapewnili sobie tytuł mistrzowski po zwycięskim meczu z tym zespołem. W 2001 pokonali KRL i zdobyli swój trzeci tytuł, który obronili w 2003 przeciwko Pakistan Army. W 2004 po wprowadzeniu nowego formatu ligowego ponownie zostali mistrzami, po wygranej w decydującym meczu przeciwko Pakistan Army.
Największe osiągnięcie zdobyli w sezonie 2007/08, w którym zakończyli sezon nie przegrywając żadnego meczu. Jest to jedyny pakistański klub, który tego dokonał i uzyskał tytuł niepokonanego.
Od samego powstania Pakistan Premier League, WAPDA jest jednym z trzech dominujących klubów w Pakistanie wraz z Pakistan Army i KRL.

## Sukcesy
- Mistrzostwo Pakistanu: (8×)
  - 1983/84, 1990/91, 2000/01, 2002/03, 2004/05, 2007/08, 2008/09, 2010/11
- Tarcza Quaid-i-Azam: (1×)
  - 1992

## Obecny skład
Stan na 13 stycznia 2019
| Nr | Poz. | Piłkarz        |
| -- | ---- | -------------- |
| 1  | BR   | Muhammad Boota |
| 3  | OB   | Mohsin Ali     |
| 4  | OB   | Saadat Hussain |
| 5  | OB   | Shahram Baber  |
| 6  | OB   | Suban Naveed   |
| 7  | PO   | Ahmed Faheem   |
| 8  | PO   | Adeel Ali      |
| 9  | PO   | Hassnain Abbas |
| 10 | PO   | Naeem Ullah    |
| 11 | PO   | Usman Manzoor  |
| 12 | PO   | Zubair Qadeer  |
| 13 | PO   | Adnan Saeed    |
| 14 | OB   | Muhammad Waqas |
| 15 | OB   | Muhammad Bilal |
| 16 | NA   | Waqar Khalid   |
| 17 | OB   | Muhammad Asad  |
| 18 | BR   | Bilal Khalid   |
| 19 | NA   | Moazam Ali     |

| Nr | Poz. | Piłkarz                    |
| -- | ---- | -------------------------- |
| 20 | OB   | Osman Muhakam              |
| 21 | OB   | Arbab Basit                |
| 22 | BR   | Shahid Nabi                |
| 23 | OB   | Ashfaq Ahmed               |
| 24 | BR   | Muzammil Hussain (kapitan) |
| 26 | OB   | Muhammad Umar Hayat        |
| 27 | PO   | Ali Uzair                  |
| 28 | BR   | Abdul Basit                |
| 29 | OB   | Muhammad Shahbaz           |
| 30 | OB   | Muhammad Ahmed             |
| 31 | PO   | Muhammad Khurram           |
| –  | NA   | Muhammad Waleed Ayaz       |
| –  | NA   | Muhammad Ali               |
| –  | NA   | Muhammad Ihtisham          |
| –  | OB   | Waseem Ullah               |
| –  | NA   | Muhammad Alamgir           |
| –  | NA   | Ahmad Hammad               |

## Sztab szkoleniowy
| Funkcja            | Imię i nazwisko         |
| ------------------ | ----------------------- |
| Menedżer           | Muhammad Anser          |
| Asystent menedżera | Imran Zafar             |
| Asystent menedżera | Sharafat Ali            |
| Trener             | Muhammad Habib          |
| Asystent trenera   | Tanveer Ahmed           |
| Asystent trenera   | Umer Daraz              |
| Rzecznik prasowy   | Muhammad Khalid Mehmood |
| Kierownik drużyny  | Munawar Ahmed Malik     |